# Abel Fernández
Abel Fernández est un acteur américain né le 14 juillet 1930 à East Los Angeles (Californie) et mort le 3 mai 2016 à Whittier (Californie).

## Biographie
Abel Gonzalez Fernández est un acteur yaqui (mexicain) actif de 1953 à 2002. Il est surtout connu pour son rôle de l'agent fédéral William Youngfellow, dit Bill, dans la série télévisée Les Incorruptibles (1959-1963) sur la chaine ABC. Il est, avec Robert Stack, le seul acteur du pilote original  Scarface Mob (1959) à retrouver son rôle dans la série (Nicholas Georgiade et Paul Picerni incarnaient des gangsters dans ce pilote) . Son personnage est inspiré de Bill Gardner, membre de l'équipe des Incorruptibles.

## Filmographie

### Au cinéma
- 1953 : Passion sous les tropiques (Second Chance), de Rudolph Maté : Rivera
- 1954 : Alaska Seas (en) de Jerry Hopper : Ricci, le grand homme de l'équipage
- 1954 : Rose-Marie, de Mervyn LeRoy : le guerrier indien
- 1955 : Fort Yuma : Mangas
- 1955 : L'Aventure fantastique (Many Rivers to Cross) de Roy Rowland : Slangoh
- 1955 : Devil Goddess : Teinusi
- 1955 : Dix Hommes pour l'enfer (Target Zero) de Harmon Jones : Pvt. Geronimo
- 1955 : Quand le clairon sonnera (The Last Command), de Frank Lloyd : le soldat espagnol
- 1956 : Plus dure sera la chute (The Harder They Fall) de Mark Robson : Chef Firebird
- 1956 : La Dernière Caravane (The Last Wagon), de Delmer Daves : le médecin apache
- 1957 : The Tijuana Story : le policier
- 1957 : Le vengeur agit au crépuscule (Decision at Sundown), de Budd Boetticher : Pete
- 1959 : La Gloire et la Peur (Pork Chop Hill), de Lewis Milestone : Kindley
- 1964 : La Edad de la violencia : le gangster
- 1966 : Apache Uprising : le jeune Apache
- 1968 : Police sur la ville (Madigan), de Don Siegel : le détective Rodriguez
- 1969 : L'Étau (Topaz), d'Alfred Hitchcock : le guerrillero cubain
- 1986 : À toute vitesse (Quicksilver) de Thomas Michael Donnelly : Guyamo
- 1991 : Buster's Bedroom : Dr Jacoby

### À la télévision
- 1957 : The Saga of Andy Burnett : Kiasax
- 1958 : Steve Canyon (série) : Airman Abel Featherstone (1959-1960)
- 1959 : Les Incorruptibles défient Al Capone (The Scarface Mob) (pilote) : William Youngfellow
- 1959 : Les Incorruptibles (The Untouchables) (série) : William Youngfellow (82 épisodes)
- 1968 Le Virginien saison 7 épisode 12 (Nora) : Sapewa